# Alfredo Rota
Alfredo Rota, född den 21 juli 1975 i Milano, Italien, är en italiensk fäktare som bland annat tog OS-brons i herrarnas lagtävling i värja i samband med de olympiska fäktningstävlingarna 2008 i Peking.